# American Basketball League 1961-1962
La stagione ABL 1961-62 fu la prima della American Basketball League. Parteciparono 8 squadre divise in due gironi.
Durante la stagione i Washington Tapers, si spostarono a New York, diventando i New York Tapers. I Los Angeles Jets fallirono il 10 gennaio 1962, mentre avevano un record di 24-15, e vennero classificati all'ultimo posto della Western Division.
I play-off vennero disputati in due tornate: una a metà stagione, vinta dai Kansas City Steers, che si garantirono così un posto nella finale di aprile, e una a fine stagione.

## Squadre partecipanti
- Chicago Majors
- Cleveland Pipers
- Hawaii Chiefs
- K.C. Steers
- Los Angeles Jets
- Pittsburgh Rens
- S.F. Saints
- Washington Tapers/ New York Tapers

## Classifiche

### Eastern Division
| Squadra                    | V  | P  | %    | GB |
| -------------------------- | -- | -- | ---- | -- |
| Cleveland Pipers           | 45 | 36 | 55,6 | -  |
| Pittsburgh Rens            | 41 | 40 | 50,6 | 4  |
| Chicago Majors             | 39 | 44 | 47,0 | 7  |
| Washington/New York Tapers | 31 | 50 | 44,8 | 14 |

### Western Division
| Squadra              | V  | P  | %    | GB   |
| -------------------- | -- | -- | ---- | ---- |
| Kansas City Steers   | 54 | 25 | 68,4 | -    |
| San Francisco Saints | 38 | 38 | 50,0 | 14,5 |
| Hawaii Chiefs        | 29 | 53 | 35,4 | 26,5 |
| Los Angeles Jets     | 24 | 15 | 61,5 |      |

## First Half Playoffs
| Kansas City 12 gennaio 1962 | Kansas City Steers | 106 – 93 | Cleveland Pipers |  |

| Cleveland 12 gennaio 1962 | Cleveland Pipers | 98 – 87 | Kansas City Steers |  |

| Kansas City 14 gennaio 1962 | Kansas City Steers | 120 – 104 | Cleveland Pipers |  |

## Second Half Playoffs

### Turno preliminare
| Pittsburgh 29 marzo 1962 | San Francisco Saints | 107 – 103 (d.1t.s.) | Pittsburgh Rens | Pittsburgh Civic Arena |

| Pittsburgh 29 marzo 1962 | New York Tapers | 125 – 116 (d.1t.s.) | Hawaii Chiefs | Pittsburgh Civic Arena |

### Quarti di finale
| Cleveland 30 marzo 1962 | Cleveland Pipers | 117 – 112 | San Francisco Saints |  |

| Cleveland 30 marzo 1962 | New York Tapers | 115 – 108 | Chicago Majors |  |

### Semifinale
| Kansas City 31 marzo 1962 | Cleveland Pipers | 107 – 84 | New York Tapers |  |

### Finale
| Kansas City 1º aprile 1962 | Kansas City Steers | 126 – 101 | Cleveland Pipers |  |

| Kansas City 3 aprile 1962 | Kansas City Steers | 118 – 82 | Cleveland Pipers |  |

| Cleveland 5 aprile 1962 | Cleveland Pipers | 130 – 114 | Kansas City Steers |  |

| Cleveland 7 aprile 1962 | Cleveland Pipers | 100 – 98 | Kansas City Steers |  |

| Kansas City 9 aprile 1962 | Kansas City Steers | 102 – 106 | Cleveland Pipers |  |

## Vincitore
| Campione ABL 1962            |
| ---------------------------- |
| Cleveland Pipers (1º titolo) |

## Statistiche
| Categoria      | Giocatore      | Squadra         | Stat |
| -------------- | -------------- | --------------- | ---- |
| Punti per gara | Connie Hawkins | Pittsburgh Rens | 27,5 |

## Premi ABL
- ABL Most Valuable Player: Connie Hawkins, Pittsburgh Rens
- All-ABL First Team
  - Bill Bridges, Kansas City Steers
  - Larry Staverman, Kansas City Steers
  - Connie Hawkins, Pittsburgh Rens
  - Dan Swartz, Washington/New York Tapers
  - Dick Barnett, Cleveland Pipers
- All-ABL Second Team
  - Herschell Turner, Chicago Majors
  - Johnny Cox, Cleveland Pipers
  - Bill Spivey, Hawaii Chiefs
  - Nick Mantis, Kansas City Steers
  - Ken Sears, San Francisco Saints
  - Tony Jackson, Chicago Majors